# Picture Book (песня)
«Picture Book» (с англ. — «Фотоальбом») — третья композиция британской рок-группы The Kinks с альбома The Kinks Are the Village Green Preservation Society. В песня, написанной Реем Дэвисом, поётся о фотоальбоме и подаётся это как песня-ностальгия. Песня также была выпущена синглом в качестве би-сайда к «Starstruck» во многих странах.

## Предыстория
«Picture Book» — это песня о просмотре фотоальбома, где есть фотографии «you in your birthday suit» (рус. тебя в твоём праздничном костюме) и «your mama and your papa, and fat old Uncle Charlie out boozing with their friends» (рус. твоих мамы и папы, а также толстого старого дяди Чарли, выпивающего со своими друзьями). Как сообщается, у Дэвиса была идея музыкальной темы песни ещё до его написания. Первоначально автор песен Рёй Дэвис намеревался использовать её в сольном проекте, но в мае 1968 года песня была записана в составе группы The Kinks.
Барабанщик Мик Эйвори удалил подструнники со своего малого барабана во время записи. Он сказал об этом следующее: «На… „Picture Book“ я снял подструнники просто для того, чтобы получить другое звучание». 

Иногда я думаю о песнях как о песнях: «Я собираюсь написать песню». Вся магия этой композиции заключается в 12-струнной гитаре и малом барабане с «выключенным» малым барабаном. Именно так работал Фил Спектор — у него был свой звук, и он писал песни, соответствующие этому звуку. Я бы хотел вернуться и сделать это ещё раз.— Рей Дэвис

## Выпуск
Композиция была выпущен как би-сайд песни «Starstruck» в США (но в Австралии это была а-сайд), а также как би-сайд «The Village Green Preservation Society» в Дании. The Kinks дважды исполнили эту песню на BBC TV, в программе Colour Me Pop в июле 1968 года и Once More with Felix в январе 1969 года. Несмотря на то, что это не было обычной особенностью их концертного сета, она стала регулярно (ненадолго) входить в концертный сет в 1973 году, а позже время от времени её исполняли вживую Рей Дэвис в XXI веке в рамках своего соло-проекта.
В 2004 году относительно малоизвестная песня была использована в телевизионной рекламе продуктов Hewlett-Packard digital imaging products. «Это было идеально для той рекламы», — сказал Дэвис. Рей Дэвис сказал, что он «всегда знал, что у этой песни будет свой день». Далее он сказал, что «иногда ты просто знаешь. Это никогда не было хитом, но стало хитом по-другому». Песня также является заглавной в сборнике Picture Book.

## Приём критиков
На AllMusic похвалили композицию, написав в рецензии, что он «берёт искажённую ностальгию своего родительского альбома и настраивает его на одну из лучших мелодий Дэвиса той эпохи» и что это была «одна из самых зажигательных мелодий на относительно спокойном альбоме».
Песня «Picture Book» была записана группой Young Fresh Fellows в их альбоме This One’s for the Ladies. Было отмечено, что заглавная песня с альбома Warning: панк-группы Green Day, с «плотно спродюсированным взрывом многослойного вокала и бренчащими акустическими гитарами», содержит «кружащий басовый рифф», похожий на «Picture Book».

## Участники записи
По словам исследователя группы Дуга Хинмана, за исключением отмеченных:
The Kinks
- Рей Дэвис — ведущий вокал, акустическая гитара
- Дейв Дэвис — бэк-вокал, акустические[15] и электрогитары
- Пит Куэйф — бэк-вокал, бас-гитара
- Мик Эйвори — барабаны